# Bengt Wiik
Bengt Erik Wiik, född den 2 december 1918 i Örebro, död den 27 mars 2004 i Täby, var en svensk sjömilitär.
Wiik avlade studentexamen i hemstaden 1937. Han genomgick därefter Sjökrigsskolan och avlade sjöofficersexamen 1940. Wiik blev fänrik i Marinintendenturkåren samma år, löjtnant där 1942 och kapten 1946. Han befordrades till kommendörkapten av andra graden 1955, av första graden 1961 och till överste vid Försvarets intendenturkår 1968. I samband med sin pensionering 1979 överfördes Wiik på  egen begäran till Flottan som kommendör i reserven. Han invaldes som ledamot i Örlogsmannasällskapet 1960. Wiik blev riddare av Svärdsorden 1958. Han vilar på Galärvarvskyrkogården.